# IHostage
Pour plus de détails, voir Fiche technique et Distribution.
iHostage est un film policier néerlandais de 2025 réalisé par Bobby Boermans.
Le film est basé sur la prise d'otages qui a eu lieu à l'Apple Store d'Amsterdam en 2022.

## Histoire
Le film se déroule dans un Apple Store au cœur d'Amsterdam, où une prise d'otages a lieu. L'auteur, équipé d'un gilet explosif, menace de se faire exploser, détruisant ainsi le bâtiment et les otages. Cette situation tendue alterne entre les points de vue de l'auteur, des otages et des premiers intervenants qui tentent d'empêcher cette tragédie potentielle.

## Fiche technique
Sauf indication contraire, les informations mentionnées dans cette section peuvent être confirmées par la base de données cinématographiques IMDb,  présente dans la section « Liens externes ».
- Scénario : Bobby Boermans, Simon de Waal
- Photographie :
- Montage :
- Musique :
- Production :
- Sociétés de production :
- Pays de production : Pays-Bas
- Langue originale : néerlandais
- Format : couleur
- Genre : film policier
- Durée : 100 minutes
- Dates de sortie[3] :
  - Netflix : 18 avril 2025

## Distribution
Sauf indication contraire, les informations mentionnées dans cette section peuvent être confirmées par la base de données cinématographiques IMDb,  présente dans la section « Liens externes ».
- Soufiane Moussouli (VF : Fayçal Safi) : Ammar Ajar
- Admir Sehovic (VF : Mathieu Moreau) : Ilian Petrov
- Emmanuel Ohene Boafo (VF : Baptiste Marc) : Mingus
- Fockeline Ouwerkerk (VF : Emmanuelle Fernandez) : Soof
- Roosmarijn van der Hoek (VF : Coralie Thuillier) : Bente
- Robin Boissevain (VF : Shay Frantz) : Lukas
- Marcel Hensema (VF : Yann Guillemot) : Kees van Zanten
- Loes Haverkort (VF : Ingrid Donnadieu) : Lynn
- Louis Talpe (VF : Damien Ferrette) : Winston
- Eric Corton (VF : Éric Herson-Macarel) : Mark
- Matteo van der Grijn (VF : Jérémie Covillault) : Abe
- Ahlaam Teghadouini (VF : Alice Taurand) : Jihane
- Thijs Boermans (VF : Marc Maurille) : Matthijs
- Hylke van Sprundel (VF : Cédric Dumond) : Wilco
- Zahra Lfil (VF : Eve Reinquin) : Nour
- Jasmine Sendar (VF : Esthèle Dumand) : Valerie
- Keja Kwestro (VF : Claire Beaudoin) : Sonja
- Jouman Fattal (VF : Juliette Lamboley) : Rachelle
- Jolanda van den Berg (VF : Rafaèle Moutier) : Karina
- Everon Jackson Hooi (VF : Eilias Changuel) : Erik
- Sima Kirjazowa (VF : Marion Creusvaux) : Dessey

###### Version française
- Société de doublage : VSI Paris
- Direction artistique : Jean-Philippe Brière
- Adaptation des dialogues : Emeline Bruley

## Arrière-plan

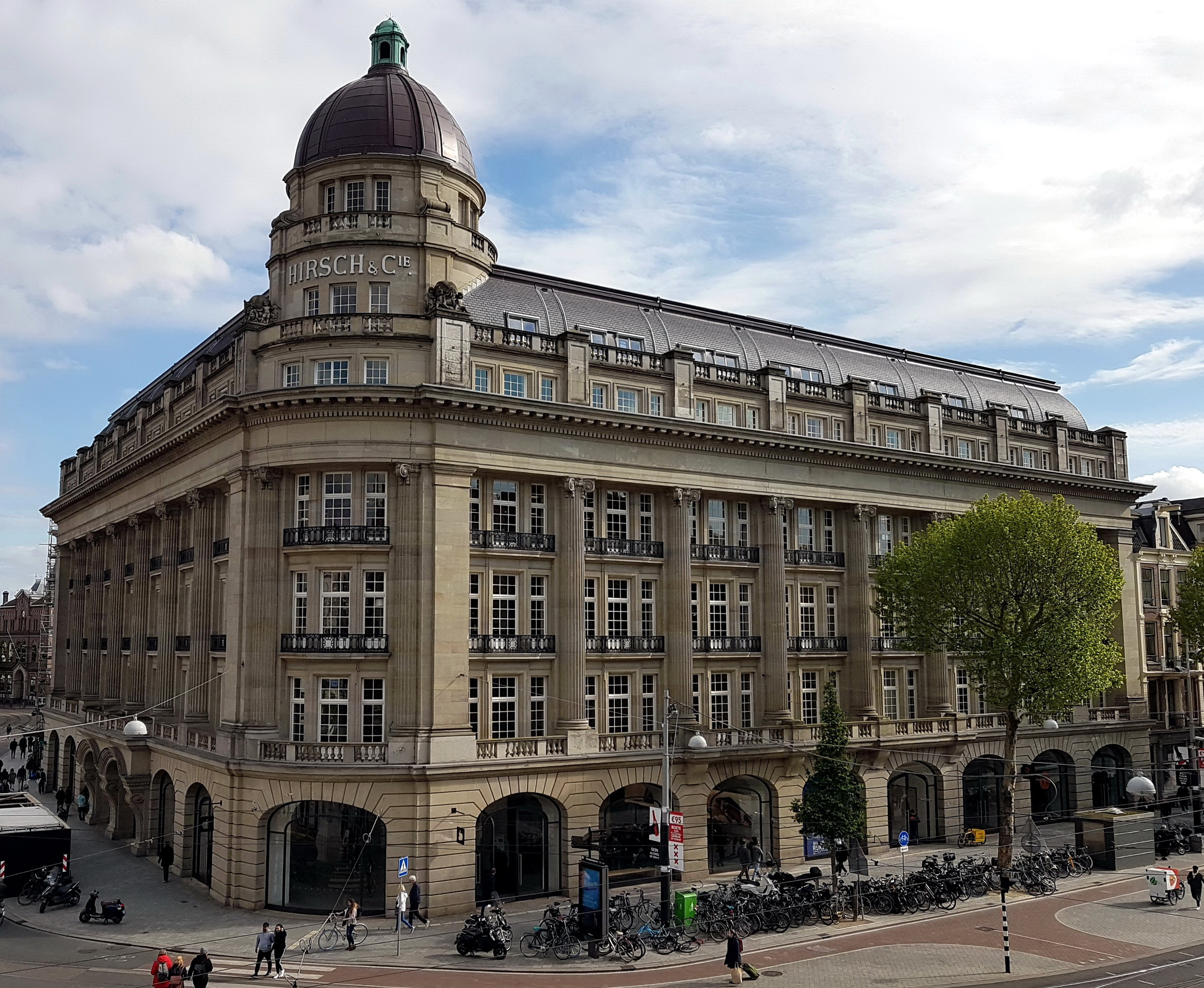
Amsterdam, Leidseplein, le Hirschgebouw, où ont eu lieu les événements.

Le film est réalisé par Bobby Boermans et produit par Sabine Brian, Boudewijn Rosenmuller et Diederik van Rooijen pour le compte de la société de production Horizon Film Amsterdam,. Le scénario du film est écrit par Simon de Waal et est basé sur l'histoire vraie de la prise d'otages à l'Apple Store de la Leidseplein à Amsterdam (nl) en février 2022,. Le film est réalisé en collaboration avec la police ; Simon de Waal s'est entretenu avec des personnes impliquées dans l'affaire et a également eu accès à une production vidéo de la prise d'otages de la police elle-même, destinée à un usage interne.
Le tournage du film commence au printemps 2024 à Amsterdam, après que le film est annoncé par le service de streaming Netflix en février 2024,. Les prises de vue extérieures du film ont eu lieu à Amsterdam, Leidseplein, tandis que pour les prises de vue intérieures, l'intégralité de l'Apple Store est recréé dans un ancien hangar à avions à Katwijk,. Le titre du film est annoncé en octobre 2024, sous le nom d'iHostage. Le film met en vedette Soufiane Moussouli, Marcel Hensema, Loes Haverkort, Louis Talpe, Everon Jackson Hooi et Thijs Boermans,.

## Sortie et réception
La première bande-annonce du film sort le 20 mars 2025. Le film iHostage est diffusé en première mondiale sur le service de streaming Netflix le 18 avril 2025,. Le film est généralement accueilli positivement, voire mitigé, par la critique. Par exemple, De Telegraaf attribue au film quatre étoiles sur cinq et écrit qu'il s'agissait d'une adaptation cinématographique réussie avec le cœur à la bonne place. De Volkskrant attribue au film trois étoiles sur cinq et constate que le film excelle principalement sur le plan technique. Veronica Superguide attribue également trois étoiles sur cinq au film et constate que le film vous tient largement rivé à l'écran, bien qu'ils aient trouvé que le changement constant de perspective entraîne un manque de concentration et crée une distance. BNNVARA partage cet avis, lui attribuant deux étoiles sur trois, mais trouve également les dialogues du film maladroits et démodés.
Le film fait ses débuts à la première place du top 10 des projets les plus regardés de Netflix aux Pays-Bas le 19 avril 2025, juste un jour après sa première. Moins d'une semaine après sa première, le film a été vu par plus de 15,1 millions de personnes et figure dans le top 10 de Netflix dans 92 pays, dont numéro un dans 31 pays,. Le film domine également le classement mondial du service de streaming.